# Sân bay Bahía de los Ángeles
Bahía de los Ángeles Airport (IATA: BHL) là một sân bay (airstrip) nằm cách Bahía de los Ángeles 3,2 km về phía bắc, Baja California, México. Sân bay này phục vụ hàng không tổng hợp của thị xã Bahía de los Ángeles. Có một đường cất hạ cánh dài 1480 m rải nhựa đường. Ở đây có trạm gác quân sự bảo vệ sân bay.